# Friedrich Delitzsch
Friedrich Delitzsch (Erlangen, 3 settembre 1850 – Langenschwalbach, 19 dicembre 1922) è stato un orientalista e assiriologo tedesco, docente a Lipsia e Berlino.

## Biografia

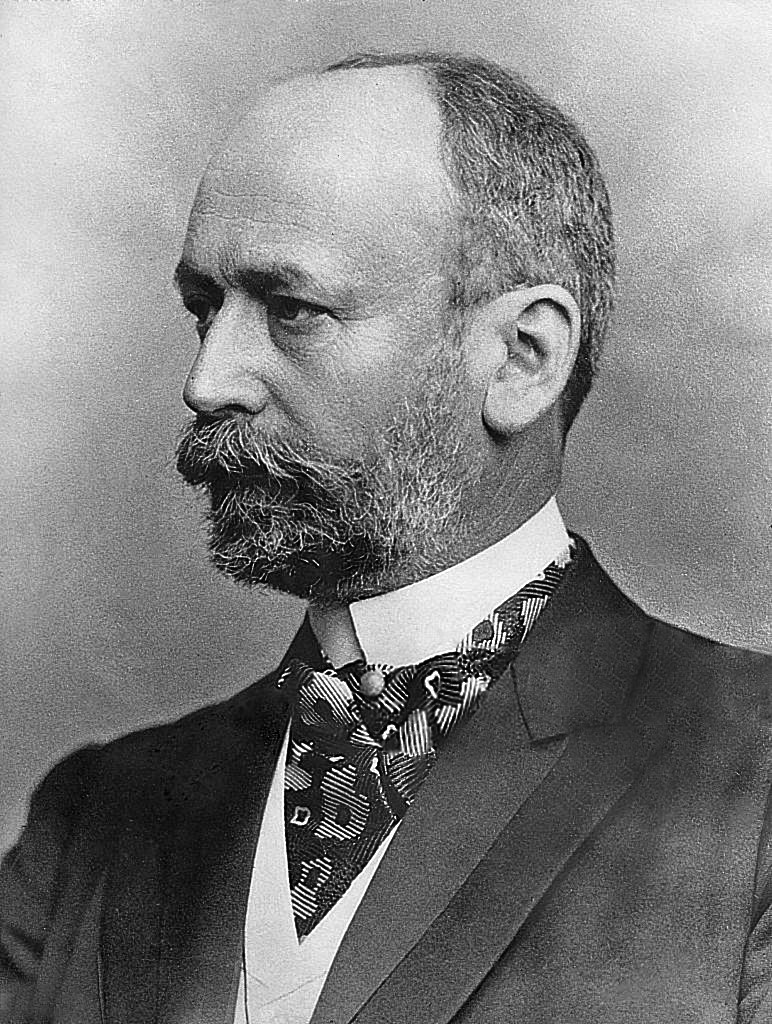
Friedrich Delitzsch (1903)

Era figlio del teologo ed ebraista Franz Delitzsch. Nel 1868 iniziò gli studi universitari a Lipsia, dove ebbe come docenti il padre, gli orientalisti Heinrich Leberecht Fleischer e Ludolf von Krehl, e gli specialisti di lingue indoeuropee Herrmann Brockhaus, Georg Curtius e Ernst Windisch. Studiò l'etiopico a partire dal 1871 sotto la guida di August Dillmann a Berlino, e il sanscrito con Albrecht Weber. Terminò gli studi universitari con una tesi intitolata Studien über indogermanisch-semitische Wurzelverwandtschaft. In seguito al suo importante incontro a Jena con lo specialista dell'Antico Testamento Eberhard Schrader iniziò gli studi di lingua accadica, che gli permisero di ricevere nel 1874 l'abilitazione in lingue semitiche e assiriologia a Lipsia. Nel 1877 fu nominato professore straordinario all'università di Lipsia, e nel 1885 professore ordinario. Nel 1893 fu professore ordinario all'università di Breslavia, e nel 1899 all'università Friedrich-Wilhelms (oggi università Humboldt) di Berlino, dove prese il posto del suo professore d'assiriologia.
Fu cofondatore e ricercatore della "Deutschen Orientgesellschaft" e diventò nel 1899 direttore del dipartimento dell'Asia minore dei musei reali. La propria attività lo portò a studiare le lingue antiche del Medio oriente come l'accadico, e alle ricerche critiche sui testi dell'Antico Testamento. Si fece conoscere da un pubblico più ampio grazie a varie pubblicazioni e traduzioni, come le opere relative a Babele e Bibbia (1902-1905), appartenenti alla "Babel-Bibel-Streit" (Corrente Babele-Bibbia) o "panbabilonese".
In seguito alle prese di posizione a favore di quella corrente, adottò una posizione critica nei confronti dei testi veterotestamentari. L'opera Die große Täuschung andò molto avanti in quella direzione. Invitò quasi ad eliminare l'Antico Testamento del canone cristiano e, come Paul Haupt, trovò un'origine non semitica della persona umana di Gesù, ma indoeuropea. Utilizzò, nel confronto con i propri avversari durante la controversia panbabilonese (Babel-Bibel) del 1903, dei modelli sempre più argomentativi utilizzati nelle polemiche antiebraiche del tempo; tuttavia respinse con forza fino alla morte ogni atteggiamento antiebraico o antisemita. Infatti l'esame della sua vita e della sua opera impedisce di trovare tracce di un personale razzismo antisemita; semmai si può trovare una tendenza teologica, nello studio dell'Antico Testamento, che non concede molto al popolo ebraico. Il suo respingimento progressivo dell'Antico Testamento era fondato in gran parte sulla propria incapacità teologica di ricercare testi storici e teologici e di combinare gli uni con gli altri. Egli è dunque al giorno d'oggi discreditato da un punto di vista teologico; in contrasto con la sua importanza incontestabile come assiriologo, e con i suoi contributi fondamentali alla critica testuale dell'Antico Testamento.
Friedrich Delitzsch fu padre di quattro figli e due figlie. Il più noto di essi fu il giurista Kurt Delitzsch.

## Opere

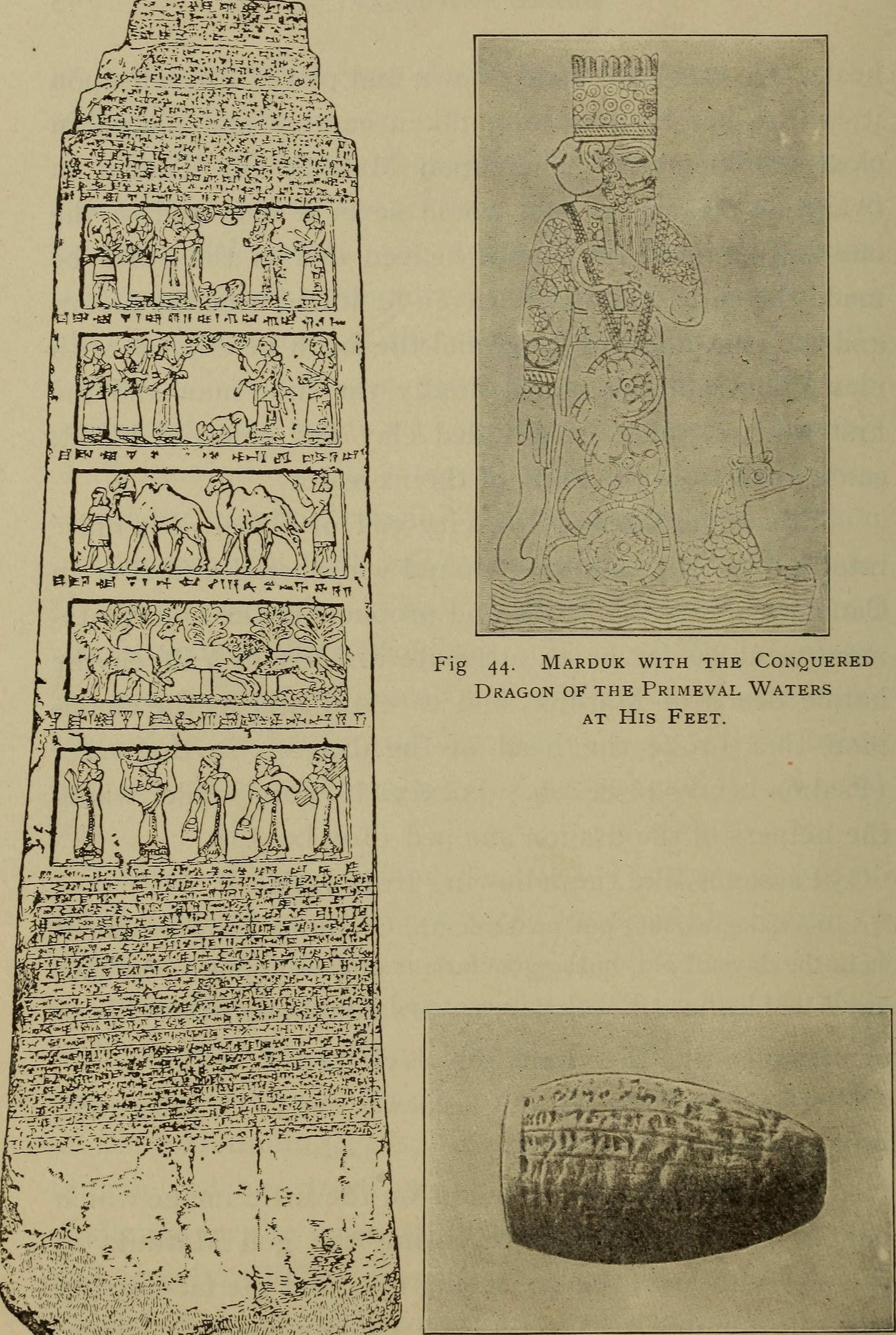
Babele e Bibbia (1906)

- Studien über indogermanisch-semitische Wurzelverwandtschaft. 1873. Reprint 1884.
- Assyriologische Studien. 1874.
- Assyriologische Lesestücke. 1904.
- Wo lag das Paradies? 1881.
- Hebrew language viewed in the light of Assyrian research. 1883.
- Sprache der Kossäer. 1884.
- Prolegomena eines neuen hebräisch-aramäischen Wörterbuches zum Alten Testament. 1886.
- Assyrische Wörterbuch zur gesamten bisher veröffentlichten Keilschriftliteratur unter Berücksichtigung zahlreicher unveröffentlichter Texte. 1887.
- Assyrische Grammatik. 1889.
- Geschichte Babyloniens und Assyriens. 1891.
- Entzifferung der kappadokischen Keilschrift-Tafeln. 1893.
- Assyrisches Handwörterbuch. 1894–1896. Reprint 1968.
- Das babylonische Weltschöpfungs-Epos. 1897.
- Die Entstehung des ältesten Schriftsystems oder Ursprung der Keilschriftzeichen. 1897.
- Ex Oriente Lux! Ein Wort zur Förderung der Deutschen Orient-Gesellschaft. 1898.
- Das Buch Hiob neu übersetzt und kurz erklärt. 1902.
- Babel und Bibel. 1902. Rede von Delitzsch am 13. Januar vor der Deutschen Orientgesellschaft in Berlin. Neubearbeitungen 1903, 1905 und 1921.
- Zweiter Vortrag über Babel und Bibel. 1903 und 1904 in Neubearbeitungen erschienen.
- Babel und Bbel. Ein Rückblick und Ausblick. 1904.
- Babel und Bibel. Dritter (Schluss-) Vortrag. 1905.
- Im Lande des einstigen Paradieses. 1903.
- Mehr Licht. Die bedeutsamste Ergebnisse der babylonisch-assyrischen Grabungen für Geschichte Kultur und Religion. 1907.
- Zur Weiterbildung der Religion. 1908.
- Palasttore Salmanassars II. 1908.
- Handel und Wandel in Altbabylonien. 1909.
- Das land ohne Heimkehr. Die Gedanken der Babylonier-Assyrer über Tod und Jenseits. 1911.
- Assyrische Lesestücke mit Elementen der Grammatik und vollständigem Glossar. 5. Auflage 1912.
- Sumerische Grammatik. 1914.
- Sumerisches Glossar. 1914.
- Die Lese- und Schreibfehler im Alten Testament nebst den dem Schrifttexte einverleibten Randnoten klassifiziert. Ein Hilfsbuch für Lexikon und Grammatik, Exegese und Lektüre. 1920.
- Die große Täuschung. Kritische Betrachtungen zu den alttestamentarischen Berichten über Israels Eindringen in Kanaan, die Gottesoffenbarung vom Sinai und die Wirksamkeit der Propheten. 1920/1921. Reprint 1934.
- Die große Täuschung. Zweiter (Schluss-) Teil. Fortgesetzte kritische Betrachtungen zum Alten Testament, vornehmlich den Prophetenschriften und Psalmen, nebst Schlußfolgerungen. 1921. Reprint 1926.